# Marathon van Rome 2013
De marathon van Rome 2013 vond plaats op zondag 17 maart 2013. Het was de negentiende editie van deze marathon. Naast een hele marathon was er ook een wedstrijd over de halve marathon.
De marathon bij de mannen werd gewonnen door de Ethiopiër Negari Terfa in 2:07.56. Hiermee bleef hij ruim een halve minuut boven het parcoursrecord van 2:07.17. Wel liep hij de tweede tijd ooit in deze wedstrijd.
De snelste aankomende vrouw was de 36-jarige Keniaanse Helena Kirop. Zij won de wedstrijd met een tijd van 2:24.40. Vanaf 30 km begon zij aan de kopgroep te trekken. Bij het 35 kilometerpunt lag zij drie seconden voor, hetgeen zij wist uit te bouwen tot een voorsprong van 25 seconden bij het 37 kilometerpunt. Uiteindelijk won ze de wedstrijd met een voorsprong van 35 seconden op de Ethiopische Getnet Selomie Kassa.
In totaal finishten 12677 marathonlopers de wedstrijd, waarvan 10343 mannen en 2334 vrouwen. Omdat de 'intronisatie' van de paus mogelijk ook deze dag zou plaatsvinden, was de route verlegd, waardoor deze editie niet langs de Sint-Pietersbasiliek werd gelopen.

## Wedstrijd
Mannen
| rang | naam                      | land | tijd    |
| ---- | ------------------------- | ---- | ------- |
| 1    | Negari Terfa              | ETH  | 2:07.56 |
| 2    | Girmay Birhanu Gebru      | ETH  | 2:08.11 |
| 3    | Stephen Chemlany          | KEN  | 2:08.30 |
| 4    | Haile Haja Gemeda         | ETH  | 2:08.35 |
| 5    | Luka Kanda                | KEN  | 2:08.50 |
| 6    | Samson Barmao             | KEN  | 2:09.47 |
| 7    | Wolde Tsegaye Botoru      | ETH  | 2:10.00 |
| 8    | Philemon Kipchumba Kisang | KEN  | 2:10.27 |
| 9    | Bekana Tolesa Daba        | ETH  | 2:11.16 |
| 10   | Patrick KIptanui Korir    | KEN  | 2:11.32 |

Vrouwen
| rang | naam                  | land | tijd    |
| ---- | --------------------- | ---- | ------- |
| 1    | Helena Kirop          | KEN  | 2:24.40 |
| 2    | Getnet Selomie Kassa  | ETH  | 2:25.15 |
| 3    | Sultan Haydar         | TUR  | 2:27.10 |
| 4    | Ashu Kasim            | ETH  | 2:30.10 |
| 5    | Alem Fikre Kifle      | ETH  | 2:30.13 |
| 6    | Hellen Mugo           | KEN  | 2:32.12 |
| 7    | Nadezdha Leonteva     | RUS  | 2:32.14 |
| 8    | Biruktayit Degefa     | ETH  | 2:32.52 |
| 9    | Adugna Dalasa Sechale | ETH  | 2:34.43 |
| 10   | Alemtsehay Demse      | ETH  | 2:41.03 |

1982 ·
1983 ·
1984 ·
1985 ·
1986 ·
1987 ·
1988 ·
1989 ·
1990 ·
1991 ·
1995 ·
1996 ·
1997 ·
1998 ·
1999 ·
2000 ·
2001 ·
2002 ·
2003 ·
2004 ·
2005 ·
2006 ·
2007 ·
2008 ·
2009 ·
2010 ·
2011 ·
2012 ·
2013 ·
2014 ·
2015 ·
2016 ·
2017